# Lấp Vò (huyện)
Lấp Vò là một huyện cũ thuộc tỉnh Đồng Tháp, Việt Nam.

## Địa lý
Huyện Lấp Vò nằm ở phía nam của tỉnh Đồng Tháp, cách trung tâm Thành phố Hồ Chí Minh khoảng 180 km đường bộ, khoảng 200 km đường thủy, cách trung tâm thành phố Sa Đéc 30 km có vị trí địa lý:
- Phía đông giáp thành phố Sa Đéc
- Phía tây giáp thành phố Long Xuyên và huyện Chợ Mới thuộc tỉnh An Giang
- Phía nam giáp huyện Lai Vung và quận Thốt Nốt, thành phố Cần Thơ
- Phía bắc giáp thành phố Cao Lãnh và huyện Cao Lãnh

Huyện có diện tích 244,38 km², dân số năm 2019 là 180.627 người, mật độ dân số đạt 739 người/km².
Lấp Vò vốn là một huyện phía nam của tỉnh Đồng Tháp. Giao thông thuận lợi. Huyện có quốc lộ 80 và quốc lộ 54. Ở giữa huyện có kênh xáng Lấp Vò, phía bắc có sông Tiền, phía Nam có sông Hậu. Cung cấp nước sạch đầy đủ cho người dân. Do có sự nạo vét kênh rạch nên ghe tàu thuyền lưu thông dễ dàng. Nông nghiệp chủ yếu sản xuất lúa gạo và hoa màu. Công nghiệp có khu công nghiệp Vàm Cống ven sông Hậu. Huyện có cơ sở hạ tầng điện nước, thông tin liên lạc khá hoàn chỉnh phục vụ tốt cho việc đầu tư phát triển.

## Hành chính
Huyện Lấp Vò có 13 đơn vị hành chính cấp xã trực thuộc, bao gồm thị trấn Lấp Vò (huyện lỵ) và 12 xã: Bình Thành, Bình Thạnh Trung, Định An, Định Yên, Hội An Đông, Long Hưng A, Long Hưng B, Mỹ An Hưng A, Mỹ An Hưng B, Tân Khánh Trung, Tân Mỹ, Vĩnh Thạnh.
| Đơn vị hành chính cấp xã                        | Thị trấn Lấp Vò | Xã Bình Thành | Xã Bình Thạnh Trung | Xã Định An | Xã Định Yên | Xã Hội An Đông | Xã Long Hưng A | Xã Long Hưng B | Xã Mỹ An Hưng A | Xã Mỹ An Hưng B | Xã Tân Khánh Trung | Xã Tân Mỹ | Xã Vĩnh Thạnh |
| ----------------------------------------------- | --------------- | ------------- | ------------------- | ---------- | ----------- | -------------- | -------------- | -------------- | --------------- | --------------- | ------------------ | --------- | ------------- |
| Diện tích (km²)                                 | 4,54            | 18,87         | 31,24               | 18,13      | 18,12       | 12,33          | 17,92          | 21,96          | 11,66           | 23,80           | 19,05              | 18        | 30,62         |
| Dân số 2019 (người)                             | 10.497          | 15.733        | 16.903              | 14.477     | 18.500      | 9.503          | 10.790         | 12.093         | 10.165          | 16.913          | 16.802             | 12.001    | 16.250        |
| Mật độ dân số (người/km²)                       | 2.385           | 833           | 541                 | 798        | 1.021       | 771            | 602            | 551            | 872             | 742             | 882                | 667       | 531           |
| Năm thành lập                                   | 1994            | 1975          | 1980                | 1981       | 1984        | 1980           | 1984           | 1984           | 1988            | 1988            | 1975               | 1975      | 1996          |
| Loại đô thị                                     | IV              |               |                     |            | V           |                |                |                |                 | V               | V                  |           | V             |
| Nguồn: Website Cổng Thông tin điện tử Đồng Tháp |                 |               |                     |            |             |                |                |                |                 |                 |                    |           |               |

## Lịch sử

### Cuối thế kỉ 18
Theo giai thoại, ngày còn lưu lạc với đoàn quân, chiến đấu với quân Tây Sơn, Nguyễn Ánh từng dẫn quân đến nơi mà ngày nay là Lấp Vò. Đoàn quân đi tới đâu để lại dấu chân tới đó, rất dễ bị kẻ địch phát hiện truy đuổi. Đêm đó Nguyễn Ánh đã khấn " nếu số mạng quân ta chưa tận xin hãy lấp dấu chân đi để kẻ địch không phát hiện mà truy đuổi ". Sáng ra thì mưa to, toàn bộ dấu vết đều bị xóa sạch, vì tích đó mà về sau dân gian gọi nơi đây là Lấp Vò, nói trại từ " lấp giò ", lấp dấu chân dấu giò. Sau khi đánh bại triều Tây Sơn, Nguyễn Ánh lên ngôi, lập ra triều Nguyễn, tức vua Gia Long.

### Thời Pháp thuộc
Ban đầu, thực dân Pháp đặt vùng đất Lấp Vò thuộc tổng An Phú, quận Thốt Nốt, tỉnh Long Xuyên. Tổng An Phú khi đó gồm 7 làng: An Hòa, Bình Ninh, Bình Thành Tây, Định Yên, Tân Bình, Tân Bình Đông, Tân Thạnh Trung (tương ứng với thị trấn Lấp Vò và các xã Bình Thành, Bình Thạnh Trung, Định An, Định Yên hiện nay). Sau đó, lại tách tổng này ra khỏi quận Thốt Nốt để thành lập quận Lấp Vò trực thuộc tỉnh Long Xuyên.
Sau Cách mạng Tháng Tám năm 1945, chính quyền kháng chiến của Việt Minh bỏ danh xưng "quận" và thay bằng "huyện". Huyện Lấp Vò ban đầu vẫn thuộc tỉnh Long Xuyên. Ngày 12 tháng 9 năm 1947, huyện Lấp Vò thuộc tỉnh Long Châu Tiền.
Ngày 14 tháng 5 năm 1949, chính quyền kháng chiến của Việt Minh giao huyện Lấp Vò về cho tỉnh Sa Đéc quản lý. Tháng 6 năm 1951, huyện Lấp Vò thuộc tỉnh Long Châu Sa. Đến cuối năm 1954, huyện Lấp Vò trở lại thuộc tỉnh Sa Đéc như cũ.

### Giai đoạn 1956-1975

#### Việt Nam Cộng hòa
Ngày 22 tháng 10 năm 1956, chính quyền Việt Nam Cộng hòa quyết định giải thể tỉnh Sa Đéc, sáp nhập vào địa bàn tỉnh Vĩnh Long. Quận Lai Vung khi đó cũng bị giải thể và nhập vào địa bàn quận Lấp Vò thuộc tỉnh Vĩnh Long. Năm 1957, quận Lấp Vò có 2 tổng: Phong Thới, Phú Thượng; quận lỵ đặt tại xã Bình Thành Đông.
Ngày 11 tháng 7 năm 1962, chính quyền Việt Nam Cộng hòa cho lập thêm quận Đức Thành thuộc tỉnh Vĩnh Long trên cơ sở tách đất từ quận Lấp Vò, quận lỵ đặt tại xã Hòa Long. Quận Đức Thành có địa giới hành chính trùng với quận Lai Vung cũ trước năm 1956.
Sau năm 1965, các tổng mặc nhiên bị giải thể. Ngày 24 tháng 9 năm 1966, tỉnh Sa Đéc được tái lập, quận Lấp Vò trở lại thuộc tỉnh Sa Đéc cho đến năm 1975.

#### Chính quyền Cách mạng
Chính quyền Mặt trận Dân tộc Giải phóng Miền Nam Việt Nam và sau này là Chính phủ Cách mạng lâm thời Cộng hòa Miền Nam Việt Nam cũng phân chia, sắp xếp lại các đơn vị hành chính trong tỉnh như bên chính quyền Việt Nam Cộng hòa. Năm 1957, chính quyền Cách mạng cũng giải thể và sáp nhập tỉnh Sa Đéc vào tỉnh Vĩnh Long. Đồng thời, huyện Lai Vung khi đó cũng bị giải thể và nhập vào địa bàn huyện Lấp Vò thuộc tỉnh Vĩnh Long giống như phía chính quyền Việt Nam Cộng hòa.
Trong giai đoạn 1966-1974, địa bàn tỉnh Sa Đéc của chính quyền Việt Nam Cộng hòa vẫn do tỉnh Vĩnh Long của chính quyền Cách mạng quản lý. Do đó, huyện Lấp Vò vẫn thuộc tỉnh Vĩnh Long trong giai đoạn này. Bên cạnh đó, tên gọi "quận Đức Thành" cũng không được phía chính quyền Cách mạng công nhận và sử dụng.
Tháng 5 năm 1974, Trung ương Cục miền Nam quyết định giải thể các tỉnh Kiến Phong và An Giang để tái lập các tỉnh Long Châu Tiền và tỉnh Sa Đéc. Lúc này, huyện Lấp Vò trực thuộc tỉnh Sa Đéc cho đến đầu năm 1976.
Sau ngày 30 tháng 4 năm 1975, chính quyền quân quản Cộng hòa miền Nam Việt Nam ban đầu vẫn đặt huyện Lấp Vò thuộc tỉnh Sa Đéc như trước đó cho đến đầu năm 1976.

### Từ năm 1976 đến nay
Huyện Lấp Vò

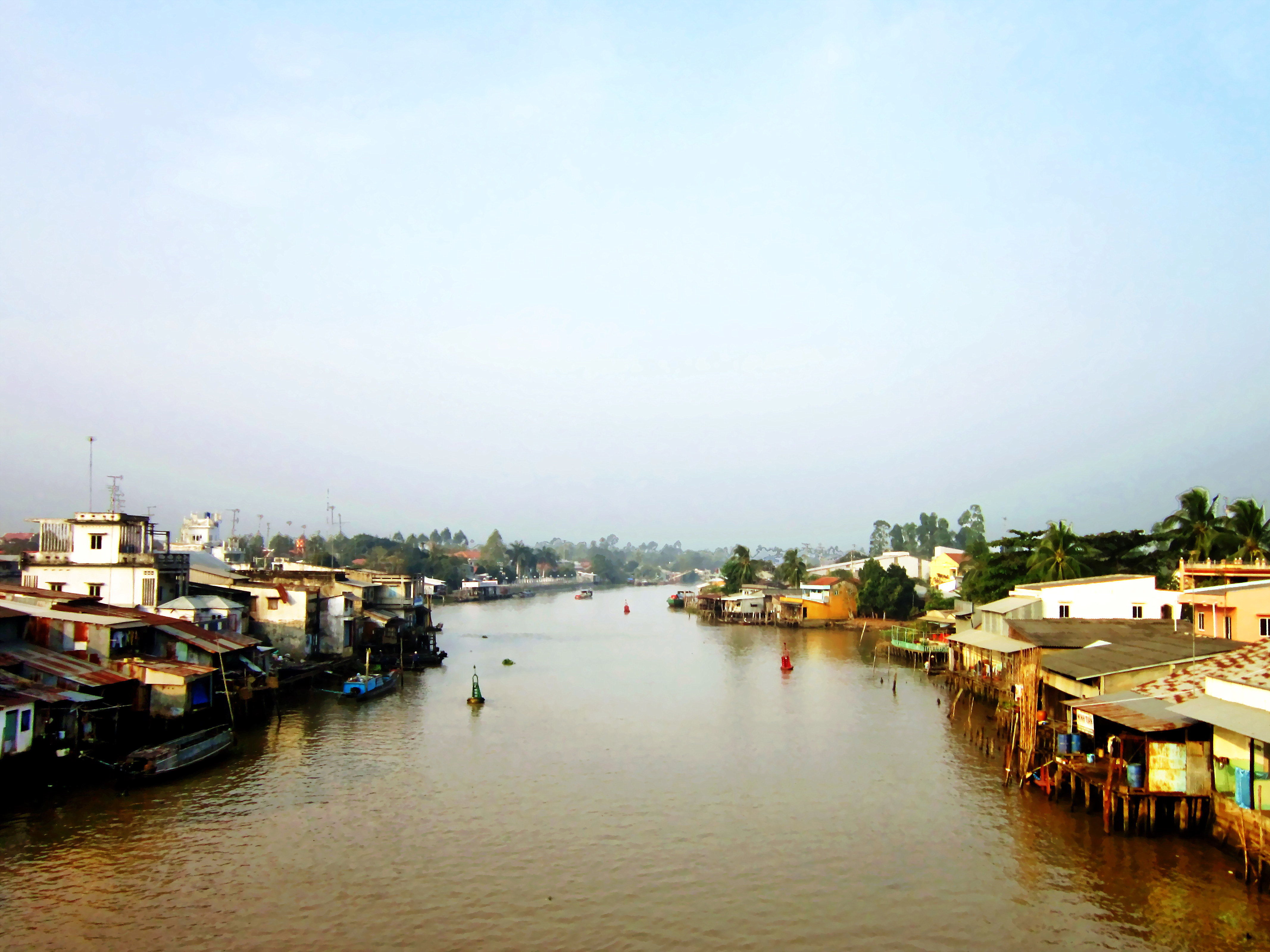
Kênh Xáng Lấp Vò, đoạn chảy qua chợ Lấp Vò

Tháng 2 năm 1976, Lấp Vò là huyện của tỉnh Đồng Tháp, bao gồm 14 xã: Bình An Trung, Bình Thành, Định Yên, Dương Hòa, Hòa Thắng, Long Hậu, Long Hưng, Mỹ An Hưng, Phong Hòa, Phước Thành, Tân Khánh Trung, Tân Mỹ, Tân Thới, Vĩnh Thạnh.
Ngày 27 tháng 12 năm 1980, Hội đồng Chính phủ Nhà nước Việt Nam ban hành Quyết định số 382/CP về việc điều chỉnh địa giới một số xã thuộc huyện Lấp Vò, tỉnh Đồng Tháp:
1. Chia xã Bình An Trung thành hai xã lấy tên là xã Bình Thạnh Trung và xã Hội An Đông.
2. Chia xã Hòa Thắng thành hai xã lấy tên là xã Hòa Long và xã Long Thắng.

Ngày 05 tháng 1 năm 1981, Hội đồng Chính phủ Nhà nước Việt Nam ban hành Quyết định số 4-CP về việc đổi tên huyện Lấp Vò thành huyện Thạnh Hưng.
Huyện Thạnh Hưng
Ngày 06 tháng 3 năm 1984, Hội đồng Bộ trưởng Nhà nước Việt Nam ban hành Quyết định số 36-HĐBT về việc phân vạch địa giới một số xã của huyện Thạnh Hưng thuộc tỉnh Đồng Tháp như sau:
1. Chia xã Long Hưng thành 2 xã lấy tên là xã Long Hưng A, xã Long Hưng B
2. Chia xã Dương Hòa thành 2 xã, lấy tên là xã Tân Dương, xã Hòa Thành:
3. Chia xã Định Yên thành 2 xã lấy tên là xã Định Yên, xã Định An:
4. Chia xã Phong Hòa thành 2 xã lấy tên là xã Phong Hòa và xã Định Hòa
5. Chia xã Tân Thới thành 2 xã lấy tên là xã Vĩnh Thới, xã Tân Hòa

Ngày 16 tháng 2 năm 1987, Hội đồng Bộ trưởng ban hành Quyết định số 36-HĐBT về việc tách 2 ấp Tân Huề, Tân Lợi gồm 890 hécta diện tích tự nhiên với 4.508 nhân khẩu của xã Tân Dương thuộc huyện Thạnh Hưng sáp nhập vào thị xã Sa Đéc.
Ngày 27 tháng 9 năm 1988, Hội đồng Bộ trưởng Nhà nước Việt Nam ban hành Quyết định số 149-HĐBT về việc phân vạch lại địa giới hành chính một số xã của huyện Thạnh Hưng thuộc tỉnh Đồng Tháp như sau:
1. Chia xã Mỹ An Hưng thành hai xã lấy tên là xã Mỹ An Hưng A và xã Mỹ An Hưng B
2. Chia xã Phước Thành thành 2 xã lấy tên là xã Tân Phước và xã Tân Thành

Đến thời điểm năm 1989, huyện Thạnh Hưng có 23 xã: Bình Thành, Bình Thạnh Trung, Định An, Định Hòa, Định Yên, Hòa Long, Hòa Thành, Hội An Đông, Long Hậu, Long Hưng A, Long Hưng B, Long Thắng, Mỹ An Hưng A, Mỹ An Hưng B, Phong Hòa, Tân Dương, Tân Hòa, Tân Khánh Trung, Tân Mỹ, Tân Phước, Tân Thành, Vĩnh Thạnh, Vĩnh Thới.
Ngày 27 tháng 6 năm 1989, Hội đồng Bộ trưởng Nhà nước Việt Nam ban hành Quyết định số 77/HĐBT như sau:
1. Chia huyện Thạnh Hưng thuộc tỉnh Đồng Tháp thành hai huyện lấy tên là huyện Thạnh Hưng và huyện Lai Vung
2. Huyện Lai Vung có 11 xã Định Hòa, Hòa Long, Hòa Thành, Long Hậu, Long Thắng, Phong Hòa, Tân Dương, Tân Hòa, Tân Phước, Tân Thành, Vĩnh Thới gồm 23.864 hécta và 142.267 nhân khẩu. Huyện lỵ đặt tại xã Hoà Long.
3. Huyện Thạnh Hưng (mới) có 12 xã Bình Thành, Bình Thạnh Trung, Định An, Định Yên, Hội An Đông, Long Hưng A, Long Hưng B, Mỹ An Hưng A, Mỹ An Hưng B, Tân Khánh Trung, Tân Mỹ, Vĩnh Thạnh gồm 23.892 hécta và 160.544 nhân khẩu. Huyện lị đặt tại xã Bình Thành.
4. Địa giới huyện Thạnh Hưng (mới) ở phía đông giáp huyện Lai Vung và thị xã Sa Đéc; phía tây giáp tỉnh An Giang; phía nam giáp huyện Lai Vung; phía bắc giáp thị xã Cao Lãnh.

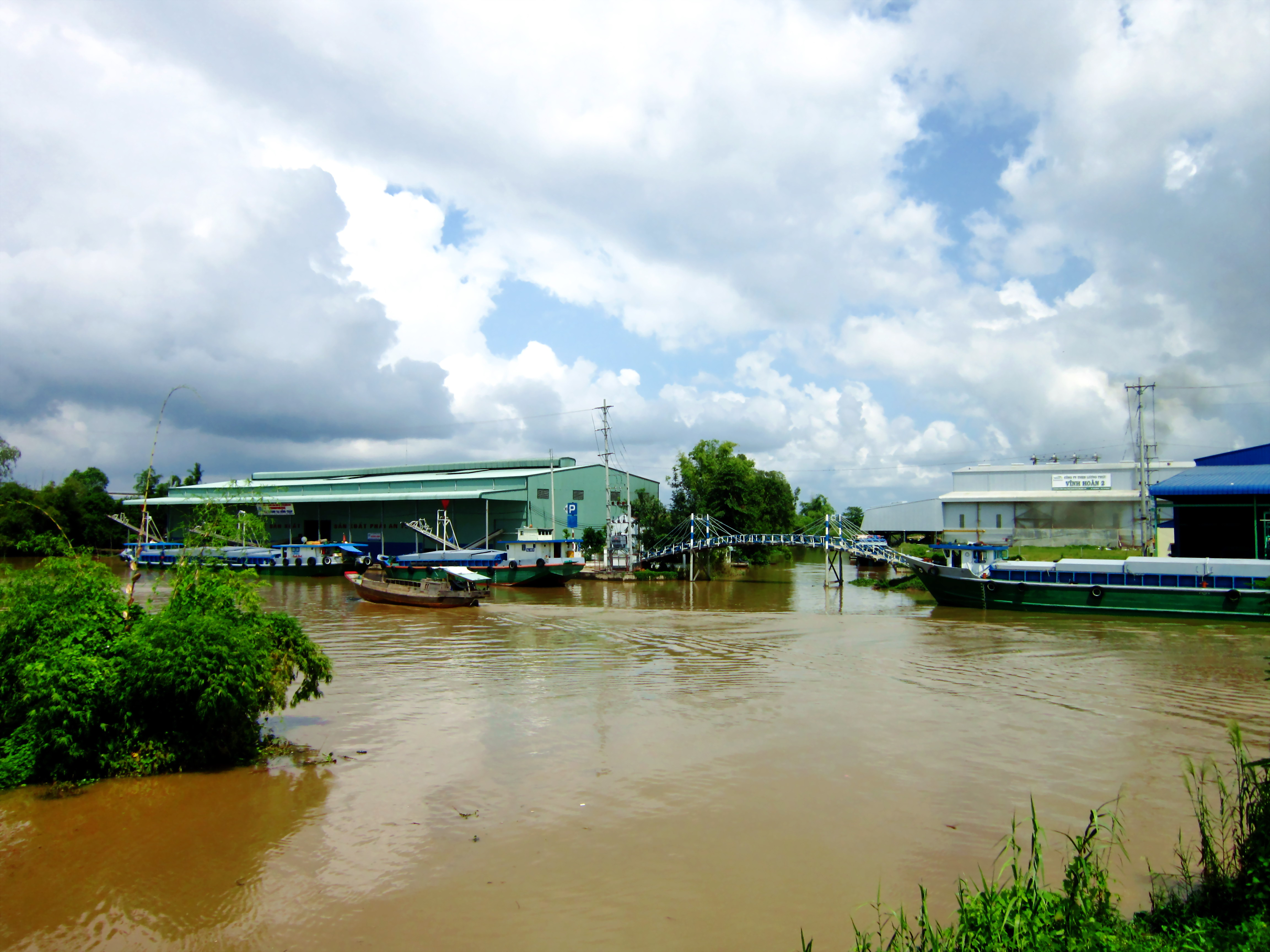
Hai trong số nhiều nhà máy xay xát gạo ở huyện Lấp Vò

Năm 1994, tách một phần diện tích và dân số của xã Bình Thành để thành lập thị trấn Lấp Vò, thị trấn huyện lỵ huyện Thạnh Hưng.
Huyện Lấp Vò
Ngày 06 tháng 12 năm 1996, Chính phủ Việt Nam ban hành Nghị định số 81-CP về việc đổi tên huyện Thạnh Hưng thuộc tỉnh Đồng Tháp thành huyện Lấp Vò.
Ngày 24 tháng 11 năm 2011, Bộ Xây dựng ban hành Quyết định 999/QĐ-BXD về việc công nhận thị trấn Lấp Vò mở rộng là đô thị loại IV.

## Kinh tế - xã hội
Huyện Lấp Vò nằm giữa sông Tiền và sông Hậu, huyện có điều kiện thuận lợi để nuôi trồng thủy sản, huyện còn có vị trí thuận lợi về giao thông đường thủy cũng như đường bộ, ngoài tuyến sông Tiền và sông Hậu nằm liền kề hai bên, chính giữa huyện có kênh Xáng Lấp Vò là tuyến thủy quan trọng, chạy dọc suốt chiều dài của huyện.

### Giáo dục - Y tế
Toàn huyện hiện có 15 trường Mầm non/Mẫu giáo, 30 trường Tiểu học, 12 trường Trung học cơ sở, 4 trường Trung học phổ thông, 1 Trung tâm Y tế, 1 Phòng khám đa khoa và 13 Trạm Y tế.

## Giao thông

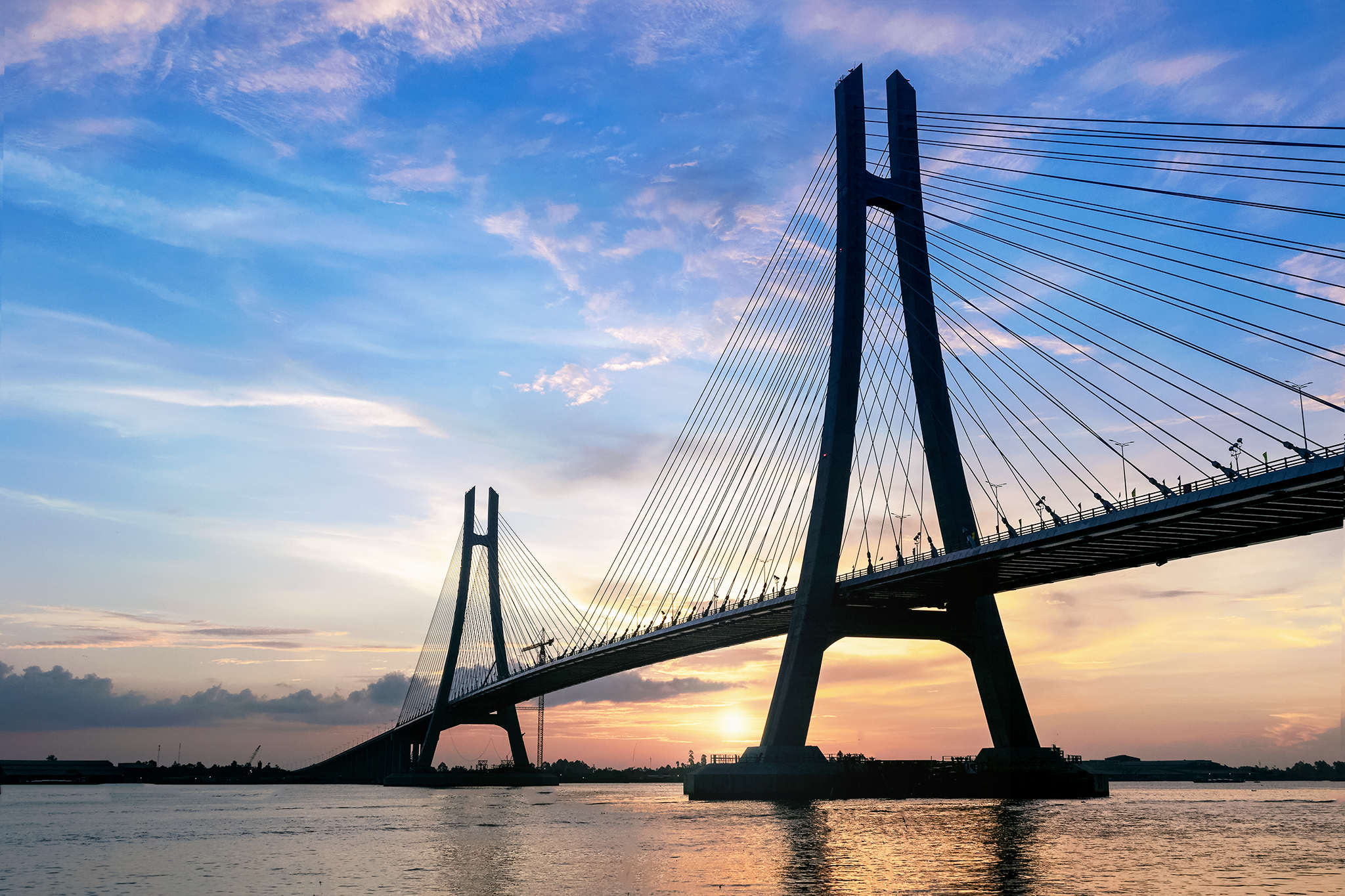
Cầu Vàm Cống bắc qua sông Hậu

Trên địa bàn huyện có quốc lộ 80 và quốc lộ 54 chạy qua, có 4 tỉnh lộ xuyên qua địa bàn, nối liền các tỉnh, huyện liền kề, phía tây có cầu Vàm Cống nối với quận Thốt Nốt, thành phố Cần Thơ và phía bắc có cầu Cao Lãnh nối với thành phố Cao Lãnh.

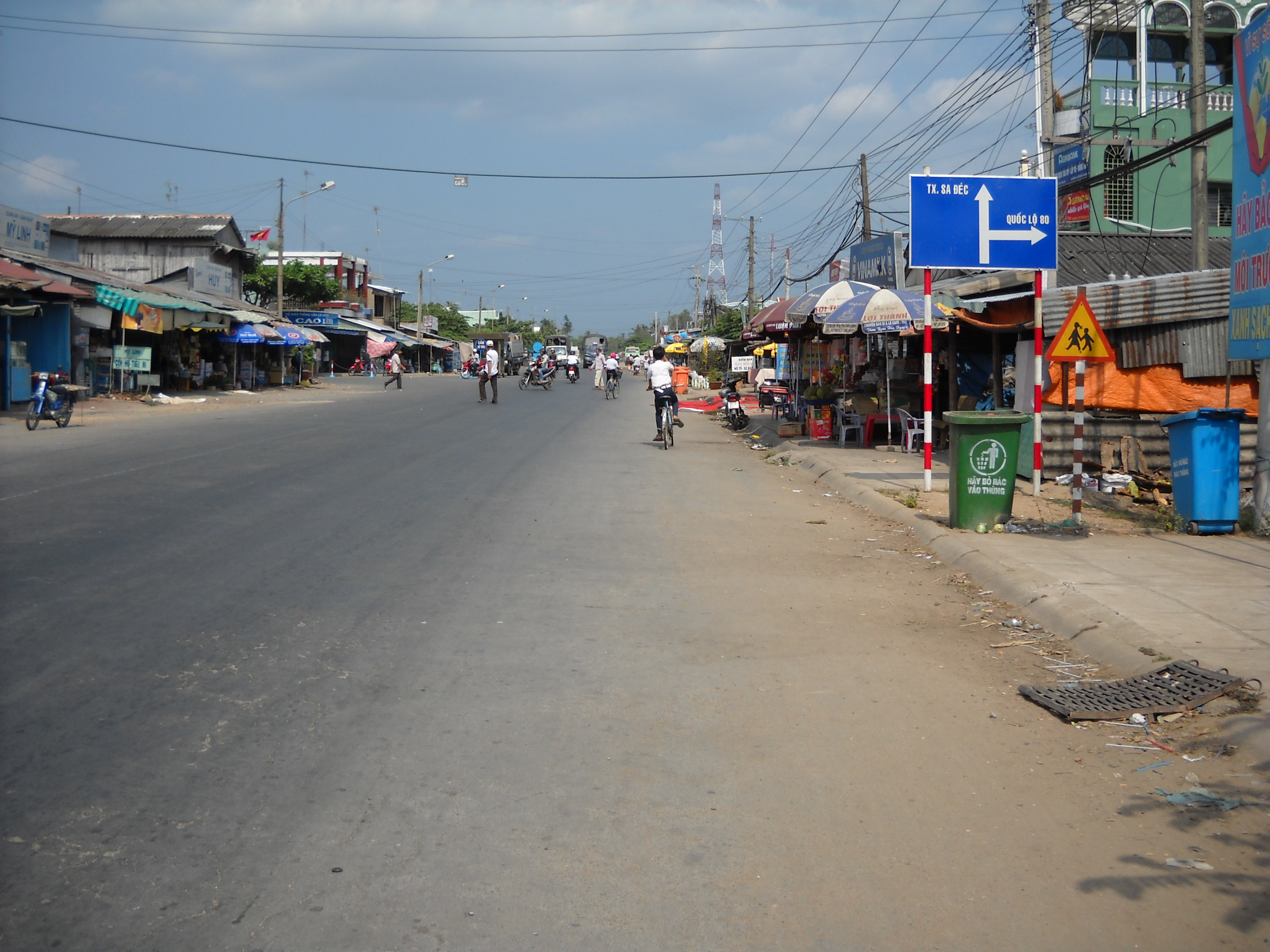
Trên Quốc lộ 849, đoạn bến phà Cao Lãnh ở xã Tân Mỹ, huyện Lấp Vò

Các quốc lộ, tỉnh lộ đi qua: Quốc lộ 80, Quốc lộ 54, Quốc lộ N2B, ĐT.848, ĐT.849, ĐT.852, ĐH.64, ĐH.Đất Sét, ĐH.65, ĐH.66, ĐH.67, ĐH.68, ĐH.69.
Huyện Lấp Vò nằm giữa 2 cây cầu lớn ở ĐBSCL là cầu Cao Lãnh và cầu Vàm Cống.